# 50-та паралель південної широти
50-та паралель південної широти — лінія широти, що лежить на 50 градусів південніше земної екваторіальної площини. Вона проходить через Атлантичний океан, Індійський океан, Тихий океан та Південну Америку.
На цій широті під час літнього сонцестояння сонце видно 16 годин 22 хвилини, а під час зимового сонцестояння — 8 годин 4 хвилини. 21 грудня максимальна висота Сонця становить 63,44°, а 21 червня — 16,56°. Під час літнього сонцестояння та протягом всього грудня вночі спостерігаються астрономічні сутінки. В листопаді кожного дня можна спостерігати як астрономічний світанок, так і астрономічні сутінки.

## Список географічних об'єктів, що перетинає 50° пд. ш.
Починаючи з Гринвіцького меридіану та рухаючись на схід, 50-та паралель південної широти проходить через:
| Координати                                                  | Країна, територія або море | Примітки                                                                              |
| ----------------------------------------------------------- | -------------------------- | ------------------------------------------------------------------------------------- |
| 50°0′ пд. ш. 0°0′ сх. д. / 50.000° пд. ш. 0.000° сх. д.     | Атлантичний океан          |                                                                                       |
| 50°0′ пд. ш. 20°0′ сх. д. / 50.000° пд. ш. 20.000° сх. д.   | Індійський океан           | Проходить південніше архіпелага Кегерлен, Французькі Південні і Антарктичні Території |
| 50°0′ пд. ш. 147°0′ сх. д. / 50.000° пд. ш. 147.000° сх. д. | Тихий океан                | Проходить південніше островів Антиподів, Нова Зеландія                                |
| 50°0′ пд. ш. 74°53′ зх. д. / 50.000° пд. ш. 74.883° зх. д.  | Чилі                       | Магальянес — проходить через Патагонський архіпелаг[en] та материк                    |
| 50°0′ пд. ш. 73°26′ зх. д. / 50.000° пд. ш. 73.433° зх. д.  | Аргентина                  | Санта-Крус                                                                            |
| 50°0′ пд. ш. 67°54′ зх. д. / 50.000° пд. ш. 67.900° зх. д.  | Атлантичний океан          |                                                                                       |